# Code pénal turc
Le code pénal turc (turc : Türk Ceza Kanunu) est constitué de la loi n°5237 entrée en vigueur le 26 septembre 2004. Il est composé de 345 articles.